# 蘭島駅
蘭島駅（らんしまえき）は、北海道小樽市蘭島1丁目24にある北海道旅客鉄道（JR北海道）函館本線の駅である。駅番号はS17。電報略号はシマ。事務管理コードは▲130113。

## 歴史

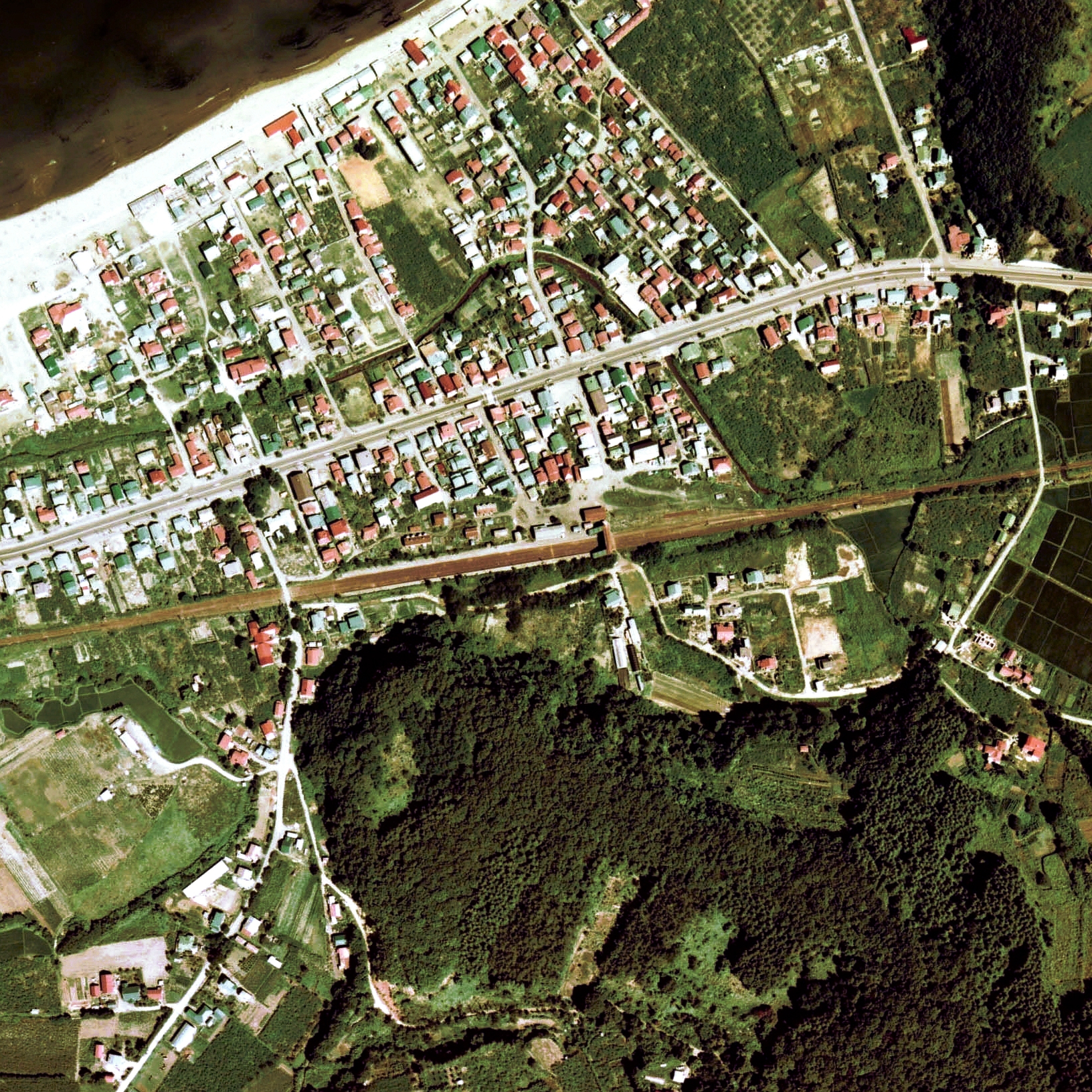
1976年の蘭島駅と周囲約750m範囲。左側が長万部方面。隣の塩谷駅と同様の配線を持ち、駅舎横の小樽側に貨物ホームと引込み線を持っていたが、既に貨物扱いは廃止されて放置されている。

- 1902年（明治35年）12月10日：北海道鉄道 然別駅 - 当駅間の開通に伴い、同線の蘭島駅（らんしまえき）として開業。一般駅。[2]
- 1903年（明治36年）6月28日：北海道鉄道 当駅 - 小樽中央駅（現在の小樽駅）間が延伸開業。
- 1904年（明治37年）10月15日：忍路駅（おしょろえき）に改称[2]。
- 1905年（明治38年）12月15日：蘭島駅に再改称[2]。
- 1907年（明治40年）7月1日：北海道鉄道の国有化に伴い、国有鉄道に移管[2]。
- 1909年（明治42年）10月12日：国有鉄道線路名称制定に伴い、函館本線の駅となる。
- 1949年（昭和24年）6月1日：日本国有鉄道法施行に伴い、日本国有鉄道（国鉄）に継承。
- 1974年（昭和49年）9月5日：貨物取扱い廃止[2]。
- 1980年（昭和55年）7月3日：札幌鉄道管理局（以下、札鉄局）が函館本線等の営業体制近代化計画を発表し、沿線市町村に対し協力を要請。当駅についても停留所化が計画された[4]。
- 1982年（昭和57年）3月1日：荷物取扱い廃止[2][5]。
- 1983年（昭和58年）
  - 7月21日：国鉄から合理化計画に基づく当駅含めた市内各駅の駅業務体制見直しを、小樽市の同意を前提に1984年（昭和59年）2月1日実施予定として、市側に協力要請[4]。
    - 当駅については乗車券発売を廃止、荷物取り扱いを取り扱い駅までの無料託送のみ認めて廃止、小荷物全廃の方針とされた[4]。
- 1984年（昭和59年）3月31日：無人化（簡易委託化）[6][4]。旅客部門合理化に関しては市の同意がないまま実施となった[4]。
- 1987年（昭和62年）4月1日：国鉄分割民営化に伴い、北海道旅客鉄道（JR北海道）の駅となる[2]。
- 2007年（平成19年）10月1日：駅ナンバリングを実施[7]。
- 2019年（令和元年）10月1日：簡易委託廃止。

### 駅名の由来
アイヌ語の「ラン・オシマク・ナイ」（下り坂の後ろの川）より。

## 駅構造
小樽駅が管理する無人駅で、相対式ホーム2面2線を持つ地上駅である。ホームの移動は跨線橋を使う。駅舎がありベンチ等が設置されている。
2019年10月1日までは簡易委託駅で、総販システムにより発券された乗車券の発売を行っていた。

### のりば
| 番線 | 路線      | 方向 | 行先             |
| ---- | --------- | ---- | ---------------- |
| 1    | ■函館本線 | 上り | 然別・倶知安方面 |
| 2    | ■函館本線 | 下り | 小樽・札幌方面   |

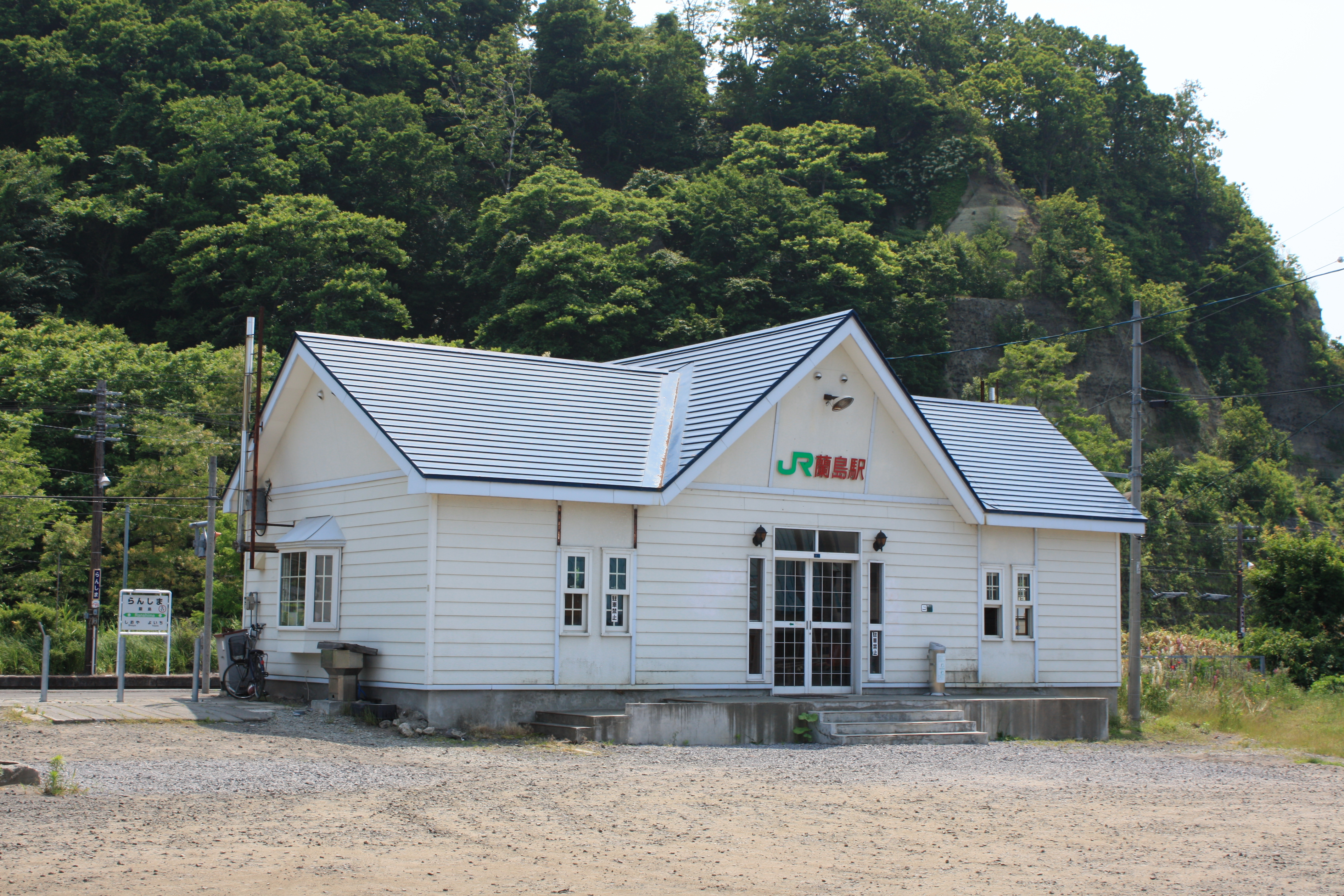
改修前の駅舎外観（2008年6月）
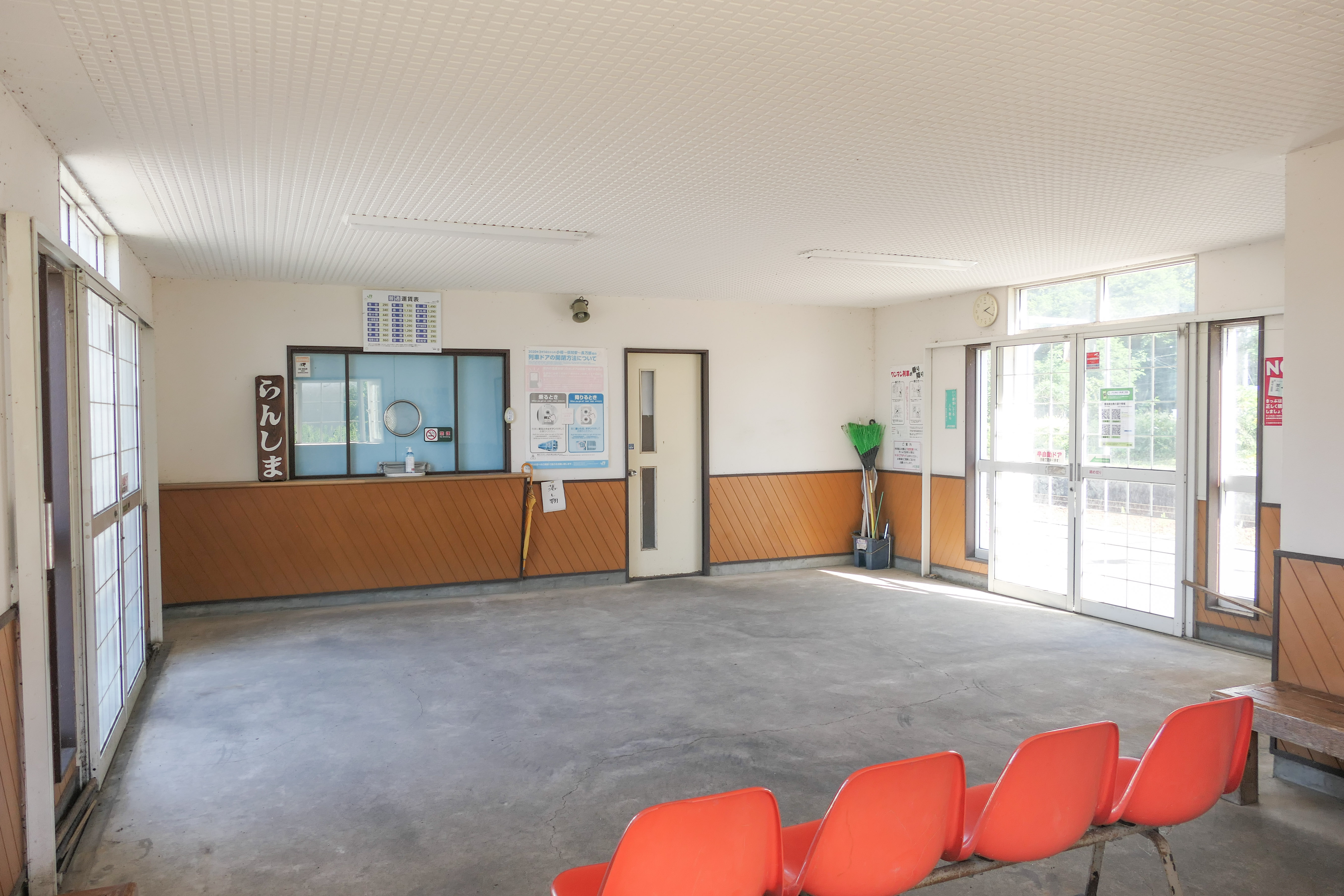
駅舎内観（2024年8月）
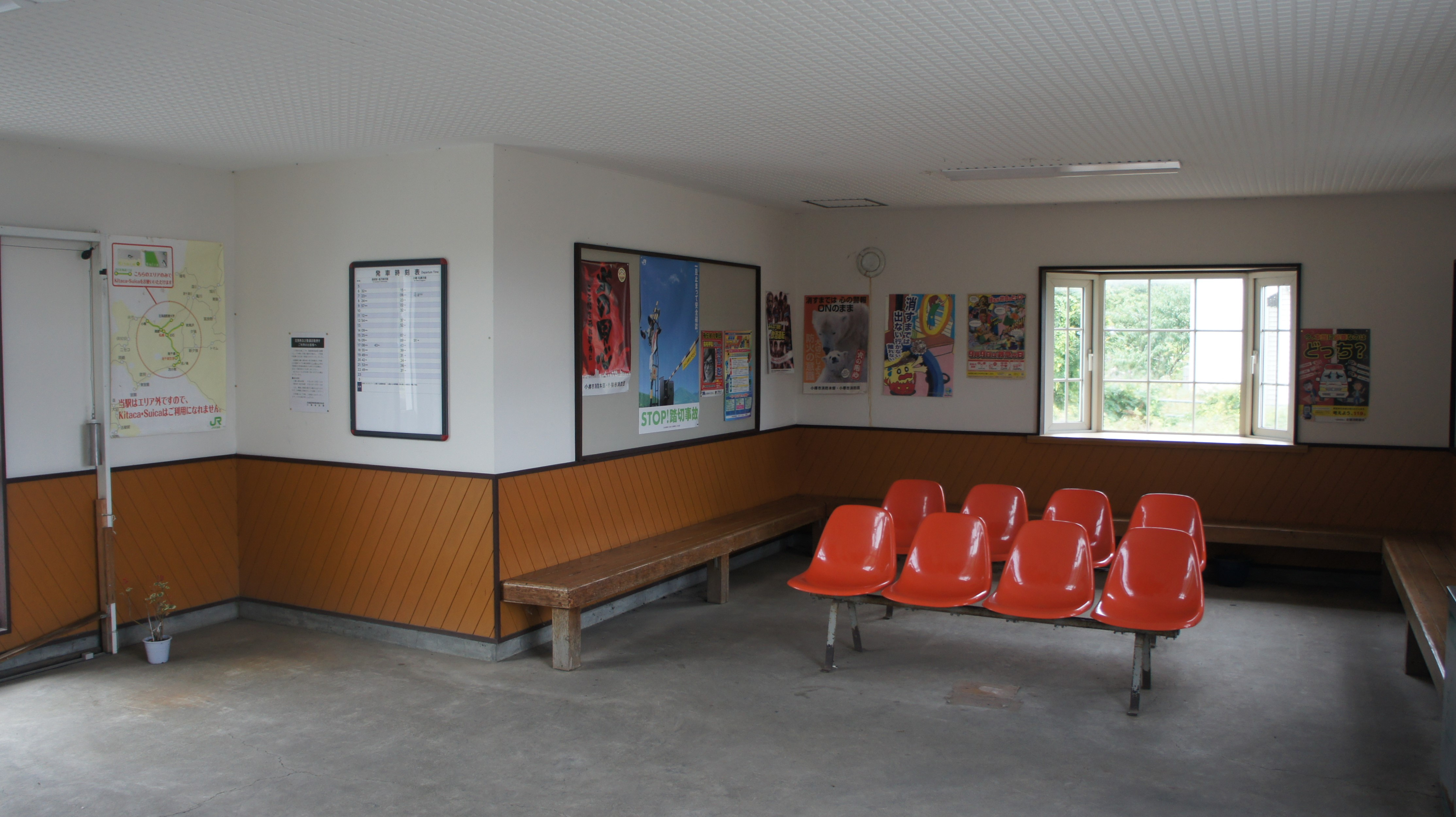
待合室（2018年9月）
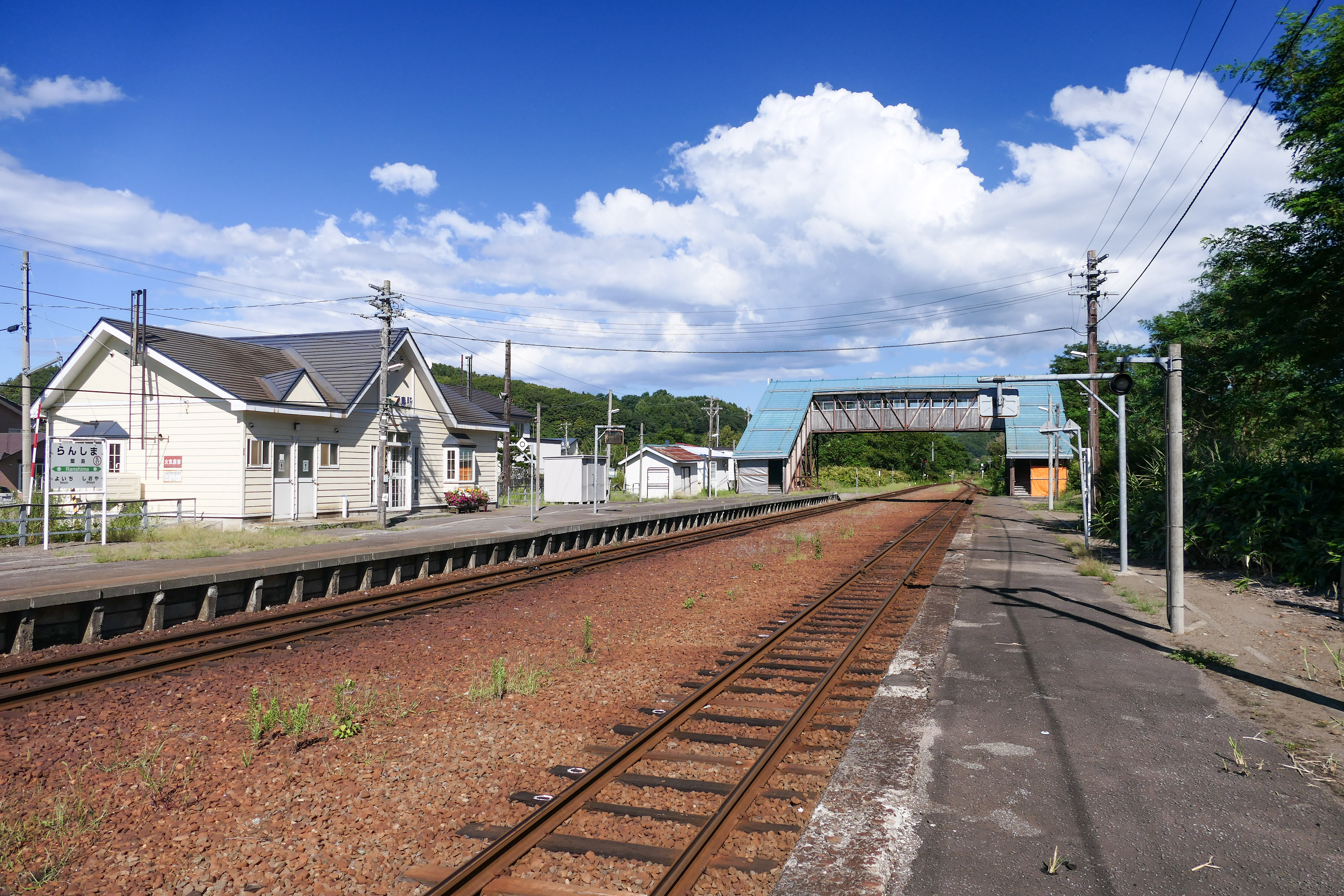
ホーム（2024年8月）
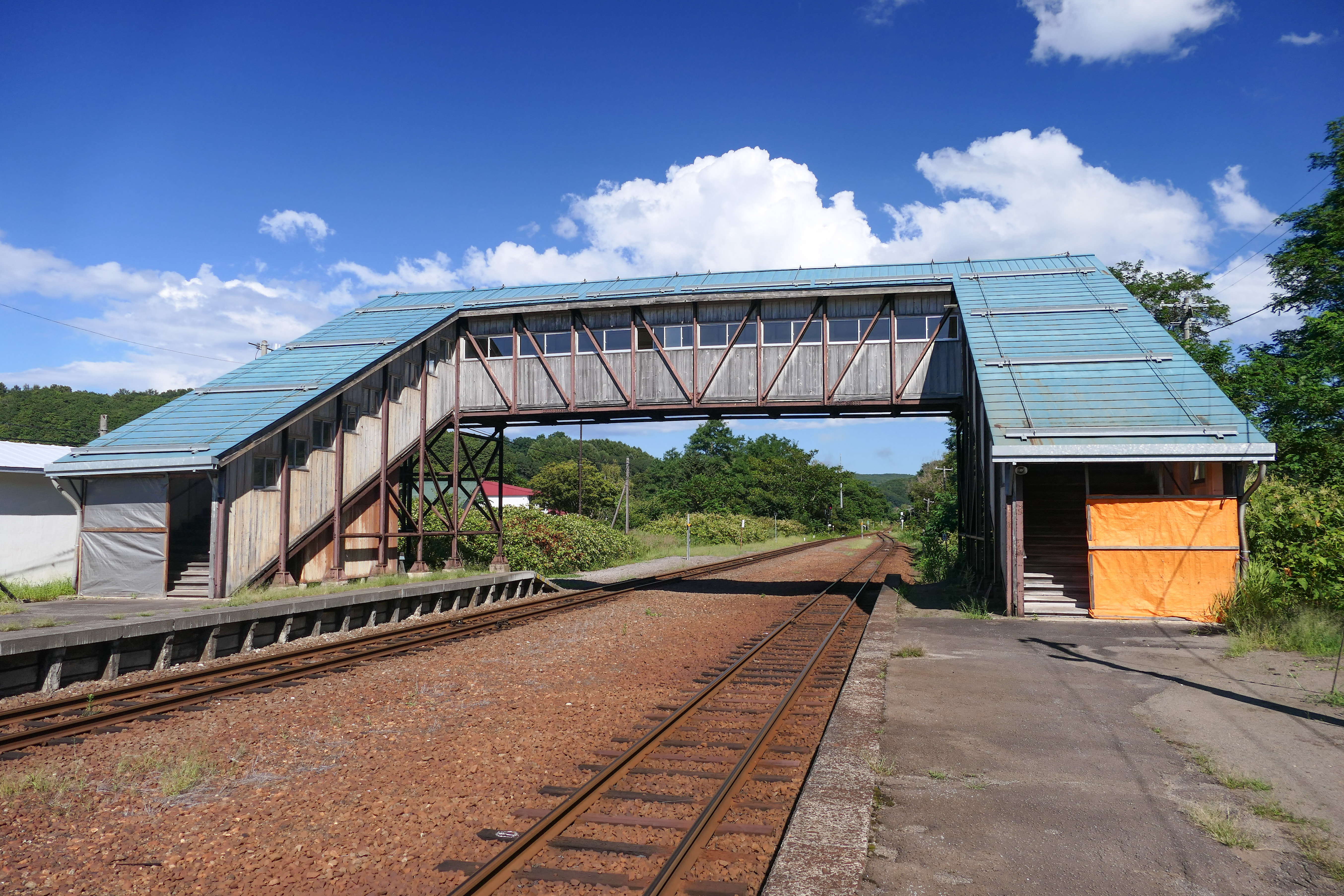
跨線橋外観（2024年8月」
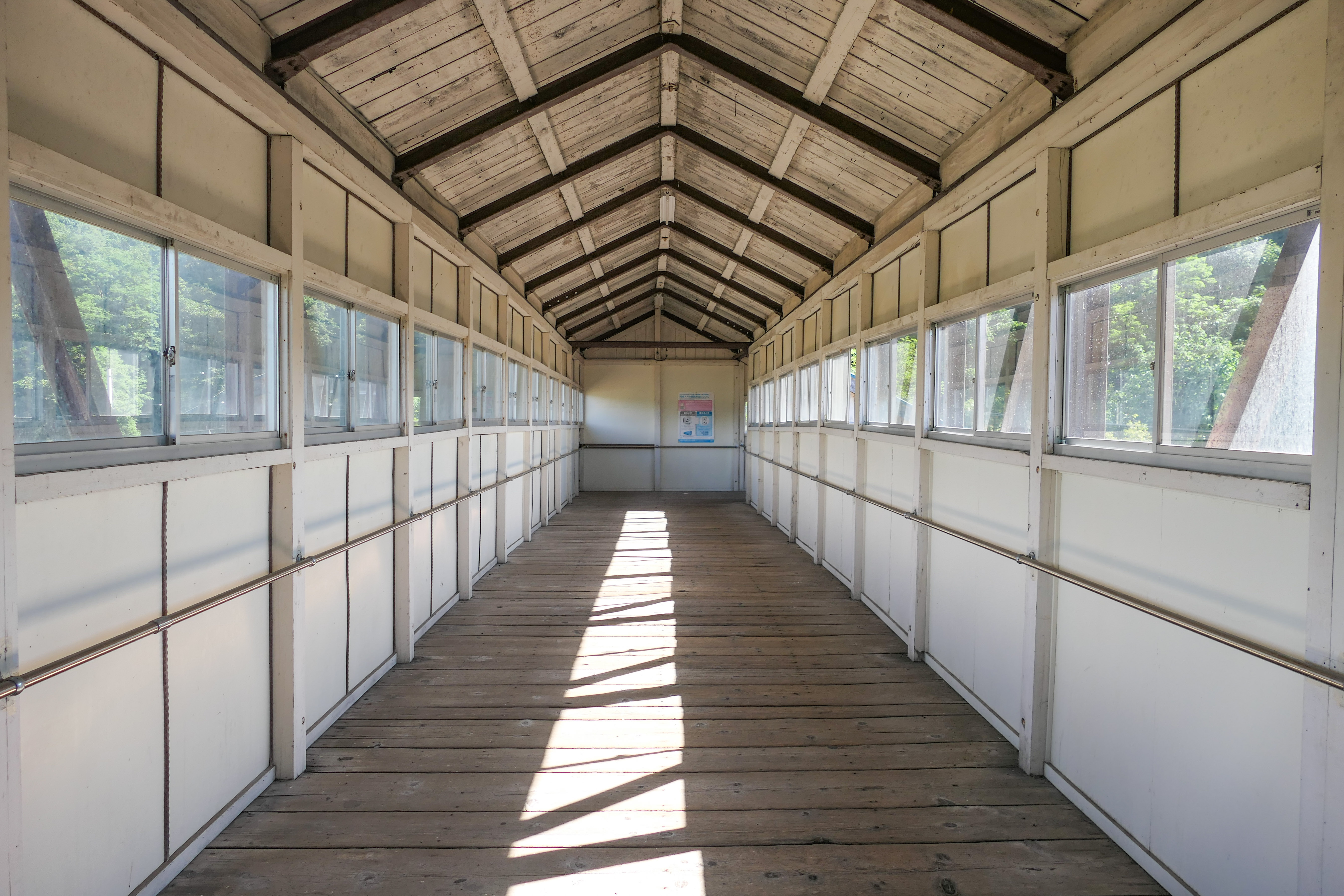
跨線橋内観（2024年8月）

## 利用状況
乗車人員の推移は以下の通り。年間の値のみ判明している年度は日数割で算出した参考値を括弧書きで示す。出典が「乗降人員」となっているものについては1/2とした値を括弧書きで乗車人員の欄に示し、備考欄で元の値を示す。
また、「JR調査」については、当該の年度を最終年とする過去5年間の各調査日における平均である。
| 年度               | 乗車人員（人） | 乗車人員（人） | 乗車人員（人） | 出典             | 備考                                 |
| 年度               | 年間           | 1日平均        | JR調査         | 出典             | 備考                                 |
| ------------------ | -------------- | -------------- | -------------- | ---------------- | ------------------------------------ |
| 1958年（昭和33年） | 346,079        | (948.2)        |                | [ 8 ]            |                                      |
| 1959年（昭和34年） | 369,000        | (1008.2)       |                | [ 9 ] [ 注釈 1 ] | 以下、年間値は千人単位のものを人換算 |
| 1960年（昭和35年） | 355,000        | (972.6)        |                | [ 9 ] [ 注釈 1 ] |                                      |
| 1961年（昭和36年） | 336,000        | (920.5)        |                | [ 9 ] [ 注釈 1 ] |                                      |
| 1962年（昭和37年） | 274,000        | (750.7)        |                | [ 9 ] [ 注釈 1 ] |                                      |
| 1963年（昭和38年） | 235,000        | (642.1)        |                | [ 9 ] [ 注釈 1 ] |                                      |
| 1964年（昭和39年） | 230,000        | (630.1)        |                | [ 9 ] [ 注釈 1 ] |                                      |
| 1965年（昭和40年） | 237,000        | (649.3)        |                | [ 9 ] [ 注釈 1 ] |                                      |
| 1966年（昭和41年） | 233,000        | (638.4)        |                | [ 9 ] [ 注釈 1 ] |                                      |
| 1967年（昭和42年） | 211,000        | (576.5)        |                | [ 9 ] [ 注釈 1 ] |                                      |
| 1968年（昭和43年） | 190,000        | (520.5)        |                | [ 9 ] [ 注釈 1 ] |                                      |
| 1969年（昭和44年） | 155,000        | (424.7)        |                | [ 9 ] [ 注釈 1 ] |                                      |
| 1970年（昭和45年） | 130,000        | (356.2)        |                | [ 9 ] [ 注釈 1 ] |                                      |
| 1971年（昭和46年） | 107,000        | (292.3)        |                | [ 9 ] [ 注釈 1 ] |                                      |
| 1972年（昭和47年） | 121,000        | (331.5)        |                | [ 9 ] [ 注釈 1 ] |                                      |
| 1973年（昭和48年） | 121,000        | (331.5)        |                | [ 9 ] [ 注釈 1 ] |                                      |
| 1974年（昭和49年） | 119,000        | (326.0)        |                | [ 9 ] [ 注釈 1 ] |                                      |
| 1975年（昭和50年） | 115,000        | (314.2)        |                | [ 9 ] [ 注釈 1 ] |                                      |
| 1976年（昭和51年） | 127,000        | (347.9)        |                | [ 9 ] [ 注釈 1 ] |                                      |
| 1977年（昭和52年） | 119,000        | (326.0)        |                | [ 9 ] [ 注釈 1 ] |                                      |
| 1978年（昭和53年） | 118,000        | 319.0          |                | [ 9 ] [ 10 ]     |                                      |
| 1979年（昭和54年） | 107,000        | (292.3)        |                | [ 9 ]            |                                      |
| 1980年（昭和55年） | 104,000        | (284.9)        |                | [ 9 ]            |                                      |
| 1981年（昭和56年） | 96,000         | (263.0)        |                | [ 9 ]            |                                      |
| 1982年（昭和57年） | 85,000         | (232.9)        |                | [ 9 ]            |                                      |
| 1983年（昭和58年） | 75,000         | (204.9)        |                | [ 9 ]            |                                      |
| 1984年（昭和59年） | 81,000         | (221.9)        |                | [ 9 ]            |                                      |
| 1985年（昭和60年） | 89,000         | (243.8)        |                | [ 9 ]            |                                      |
| 1986年（昭和61年） | 64,000         | (175.3)        |                | [ 9 ]            |                                      |
| 2017年（平成29年） |                |                | 62.4           | [ 11 ]           |                                      |
| 2018年（平成30年） |                |                | 62.0           | [ 12 ]           |                                      |

## 駅周辺
- 国道5号
- 小樽警察署蘭島駐在所
- 蘭島郵便局
- 忍路環状列石 - 史跡。
- 蘭島海水浴場
- フゴッペ洞窟
- 北海道中央バス・ニセコバス「蘭島」停留所（国道5号線沿い）

## その他
- 国鉄時代には周辺に鉄道員訓練所や、そのための宿舎等があった。
- 1981年（昭和56年）から1999年（平成11年）の海水浴時期には臨時快速『らんしま号』が運転された。駅改札口から浜まで約800mも人の列が途切れなく続いたうえ、海水浴客によってセブン-イレブン蘭島店は数年間日本一の売り上げを記録し続けたこともあった。しかし今は過疎とレジャーの変化とがあいまって往年の繁盛はなく、一両編成のワンマン列車を満員にするのも時々しかない。それでもニセコ積丹小樽海岸国定公園の一部で、その美しい景色と初心者や子供でも泳ぎやすい遠浅な浜であることから、根強い人気がある。

## ロケ地としての使用
- 1988年（昭和63年）8月、グリコ・ポッキーのCM（主演：南野陽子）のロケに使用された。CMの設定では「みなやま駅」と表記されている[13]。
- 2005年（平成17年）2月、映画「NANA」のロケに使用された。映画の設定では「北港駅（きたみなとえき）」と呼ばれた[14]。

## 隣の駅
北海道旅客鉄道（JR北海道）
■函館本線

余市駅 (S18) - 蘭島駅 (S17) - 塩谷駅 (S16)